# A Inconfidência
A Inconfidência foi uma poesia histórica escrita por Rodolfo Gustavo da Paixão sobre a Inconfidência Mineira. Foi oferecida ao seu prezado amigo e conterrâneo Afonso Pena. Foi publicada em 1896 e é um poema épico narrando os eventos da Inconfidência Mineira de 1789, uma conspiração para independência do Brasil da Coroa Portuguesa. O poema descreve a opressão dos mineiros por parte do governo português e como isso levou à formação da Inconfidência, apesar de seu fracasso. No prefácio do livro, o autor, Rodolfo Gustavo da Paixão, argumenta que a Inconfidência merece ser celebrada e poderia ser o assunto de um grande épico, comparável às obras de Shakespeare.